# Unión Patriótica de Bonaire
La Unión Patriótica de Bonaire (en neerlandés: Patriottische Unie van Bonaire) es un partido político local neerlandés ubicado en el municipio especial de Bonaire.

## Historia
En las elecciones generales de 2002, el partido ganó el 3,6% del voto popular y 2 de los 22 escaños. 
En las elecciones generales de 2006, el partido volvió a ganar 2 de los 22 escaños. 
Actualmente es miembro de la Internacional Demócrata de Centro y de la Organización Demócrata Cristiana de América .